# Natkrižovljan
Natkrižovljan is een plaats in de gemeente Cestica in de Kroatische provincie Varaždin. De plaats telt 313 inwoners (2001).